# Emerson Ferreira da Rosa
Emerson Ferreira da Rosa, bättre känd som bara Emerson, född 4 april 1976, är en före detta brasiliansk fotbollsspelare (mittfältare). Han har tidigare i sin långa karriär spelat bland annat för Bayer Leverkusen, AS Roma, Juventus FC, Real Madrid och AC Milan. Han har även varit kapten i det brasilianska landslaget.